# Dva na jednoho
Dva na jednoho (v originále The Velocity of Gary) je americký hraný film z roku 1998, který režíroval Dan Ireland podle stejnojmenného románu Jamese Stilla. Film vypráví o komplikovaném vztahu tří lidí. Snímek měl světovou premiéru na Mezinárodním filmovém festivalu v Torontu 22. září 1998.

## Děj
Gary je prostitut, který žije v New Yorku. Jednoho dne potká němého transsexuála Kida, který se do Garyho zamiluje. Gary ale miluje Valentina, bývalého pornoherce. O svou lásku se musí dělit se servírkou Mary Carmen. Společně tvoří neobvyklou rodinu. K jejich přátelům patří Veronica, která kdysi hrála s Valentinem v pornofilmech, a tatér Nat. Valentino onemocní AIDS a umírá. Gary a Mary Carmen se o něj starají až do jeho smrti. Mary Carmen mezitím zjistí, že je s Valentinem těhotná a dítě posléze vychovává s Garym.

## Obsazení
| Vincent D'Onofrio    | Valentino   |
| Salma Hayeková       | Mary Carmen |
| Thomas Jane          | Gary        |
| Olivia d'Abo         | Veronica    |
| Ethan Hawke          | Nat         |
| Chad Lindberg        | Kid Joey    |
| Jason Cutler         | Romaine     |
| Shawn Michael Howard | Coco        |
| Elizabeth D'Onofrio  | Dorothy     |